# Münsterland Giro 2011
Il Münsterland Giro 2011, sesta edizione della corsa, valido come evento dell'UCI Europe Tour 2011 categoria 1.1, si svolse il 3 ottobre 2011 su un percorso di 194,5 km. Fu vinto dal tedesco Marcel Kittel, che giunse al traguardo in 4h 24' 44" alla media di 44,08 km/h.
Al traguardo 136 ciclisti completarono la gara.

## Squadre e corridori partecipanti
| N.      | Cod. | Squadra                      |
| ------- | ---- | ---------------------------- |
| 1-8     | LEO  | Team Leopard-Trek            |
| 11-18   | GER  | Germania                     |
| 21-28   | SKS  | Skil-Shimano                 |
| 31-38   | TNA  | Team NetApp                  |
| 41-48   | KAT  | Katusha Team                 |
| 51-58   | CCC  | CCC Polsat Polkowice         |
| 61-68   | TSV  | Topsport Vlaanderen-Mercator |
| 71-78   | ARH  | Atlas Personal               |
| 81-88   | CJP  | Cyclingteam Jo Piels         |
| 91-98   | GLU  | Glud & Marstrand-LRØ         |
| 101-108 | TSP  | Nutrixxion Sparkasse         |

| N.      | Cod. | Squadra                        |
| ------- | ---- | ------------------------------ |
| 111-118 | RB3  | Rabobank Continental Team      |
| 121-128 | TSS  | Seven Stones                   |
| 131-138 | TRS  | Team Eddy Merckx-Indeland      |
| 141-148 | THF  | Team Heizomat                  |
| 151-158 | NSP  | Team NSP                       |
| 161-168 | VBG  | Team Vorarlberg                |
| 171-178 | TET  | Thüringer Energie Team         |
| 181-188 | TTR  | TT Raiko-Argon 18              |
| 191-198 | TYR  | Tyrol Team                     |
| 201-208 | CCD  | Differdange-Magic-sportfood.de |
| 211-218 | RIJ  | Cyclingteam De Rijke           |

## Ordine d'arrivo (Top 10)
| Pos. | Corridore        | Squadra        | Tempo    |
| ---- | ---------------- | -------------- | -------- |
| 1    | Marcel Kittel    | Skil-Shimano   | 4h24'44" |
| 2    | John Degenkolb   | HTC-Highroad   | s.t.     |
| 3    | Kris Boeckmans   | Topsport Vl.   | s.t.     |
| 4    | Michael Kurth    | Eddy Merckx    | s.t.     |
| 5    | Yoeri Havik      | Cycl. de Rijke | s.t.     |
| 6    | Fabian Wegmann   | Leopard-Trek   | s.t.     |
| 7    | Steffen Radochla | Sparkasse      | s.t.     |
| 8    | Martin Reimer    | Skil-Shimano   | s.t.     |
| 9    | Jesper Asselman  | Rabobank Con.  | s.t.     |
| 10   | Vladimir Gusev   | Katusha Team   | s.t.     |